# L'Acte conjugal : la beauté de l'amour sexuel
L'Acte conjugal : la beauté de l'amour sexuel (The Act of Marriage: The Beauty of Sexual Love) est un livre de sexualité écrit par le pasteur baptiste Tim LaHaye et sa femme Beverly LaHaye, publié en 1976, qui explique la  satisfaction sexuelle pour les couples mariés chrétiens.

## Résumé
Le livre aborde la  satisfaction sexuelle dans le mariage chrétien ,. Il se base sur plusieurs livres de la Bible, notamment le Cantique des Cantiques . Il contient des sections spécifiques pour les hommes et les femmes, des conseils généraux et des questions/réponses. Il discute du contrôle des naissances et de notions de sexologie .

## Réception
En 2016, 2,5 millions d'exemplaires du livre ont été vendus
.